# Monolith von Traben-Trarbach
Der Monolith von Traben-Trarbach (auch als Rote Göttin vom Mont Royal bezeichnet) ist ein möglicher Menhir in Traben-Trarbach im Landkreis Bernkastel-Wittlich in Rheinland-Pfalz.

## Lage
Der Stein wurde 1958 von dem Bildhauer Helmut Wendhut liegend am Rand des nördlich von Traben-Trarbach gelegenen Mont Royal gefunden. Er wurde daraufhin in Wendhuts Garten in der Unteren Kaiserstraße 4 im Süden von Traben-Trarbach aufgestellt, wo er sich noch heute befindet.

## Beschreibung
Der Monolith besteht aus rotem Sandstein. Er hat eine Höhe von 130 cm, eine Breite von 50 cm und eine Tiefe von 36 cm. Der Stein ist plattenförmig und läuft in einer dachförmigen Spitze aus. Seine Oberfläche weist mehrere Löcher auf. Ein besonders großes mit 16 cm Tiefe befindet sich auf etwa ein Drittel der Höhe des Steins. Zwei weitere Löcher kurz unter der Spitze werden von Helmut Wendhut als künstlich gebohrte Augen interpretiert. Ebenso meint er, eingepickte Augenbrauen und eine Nase erkennen zu können. Es handelt sich seiner Meinung nach um einen anthropomorphen Menhir; er vergleicht ihn mit der Dolmengöttin von Langeneichstädt (Saalekreis, Sachsen-Anhalt). Eine wissenschaftliche Untersuchung des Steins hat bisher nicht stattgefunden.